# Qwiha
Qwiha (également appelée Kuha) est une ville du nord de l'Éthiopie, située dans la Debubawi Zone du Tigré. Elle se trouve à 13° 29′ N, 39° 38′ E.